# Televisión de Galicia
Televisión de Galicia (abreviado TVG; conocido popularmente como A Galega, en gallego, o La Gallega, en castellano) es el principal canal de televisión español de ámbito autonómico que emite en Galicia. Forma parte de la Corporación Radio e Televisión de Galicia (CRTVG).

## Historia
Televisión de Galicia empezó sus emisiones regulares el 24 de julio de 1985.
La primera emisión consistió en un acto inaugural en la explanada lateral del centro de producción y de emisión de San Marcos, en Santiago de Compostela. La carta de ajuste apareció en pantalla a las 18.30 horas y una hora más tarde, un reloj y cabecera dejaban paso a una cabecera. El vuelo de una gaviota se fundía en el grafismo electrónico para formar la uve de las siglas de la naciente TVG. La primera presentadora de continuidad fue Dolores Bouzón y tras la llegada de las autoridades, Xosé Ramón Gayoso presenta el acto de bendición  de TVG.
Tras el directo se emitió el cortometraje Mamasunción de Chano Piñeiro con introducción de Eva Veiga y entrevista realizada por Manuel Rivas al director de la cinta. Los siguientes espacios fueron presentados por Xosé Ramón (Mon) Santiso y Xosé Manuel Díaz Maseda. El primer informativo lo presentaron Eva Veiga y Mon Santiso. 
Tras un periodo de emisión de pruebas, para hacer los ajustes técnicos, comenzó su andadura el 29 de septiembre del mismo año con 39 horas de emisión a la semana. Actualmente emite las 24 horas del día con un 80% de producción propia. El 31 de diciembre de 1996 empieza sus emisiones por vía satélite del canal TVG América. El 17 de mayo del año siguiente comienza a emitir en Internet siendo uno de los primeros canales europeos en hacerlo.
La primera redactora de informativos que apareció en pantalla fue Magis Iglesias. La primera emisión deportiva, un partido de la final de la NBA entre Boston Celtics y L.A. Lakers narrado por Ovidio González. La primera producción de un partido de fútbol fue el disputado entre el Dynamo de Kiev y el Real Valladolid dentro del V Trofeo Ciudad de Vigo en agosto de 1985 desde el Estadio de Balaídos en Vigo. La narración de dicho trofeo estuvo a cargo de José Luis Muñoz y Ovidio González. El primer anuncio fue de Coca Cola y en gallego, Cola Cao.
Además de los ya citados, formaban parte de aquel equipo de profesionales que arrancaron el proyecto de TVG, los periodistas: Luis Miguel Vicente, José Luis Muñoz Portabales jefe de Deportes, Luis Menéndez Villalva, Isabel Álvarez, Carmen Prado, Piedad Cabo, Teresa Castelo, Manuel Pampín, Ricardo Bao, Ovidio González, Antón Galocha, Arturo Maneiro, José Rodil Lombardía. Además, Maribel González como becaria y José Octavio Rodríguez como corresponsal deportivo en Vigo.
Sus directores a lo largo de la historia han sido Guillermo Montes, José Luis Blanco Campaña, Gerardo González Martín, Gerardo Rodríguez, José Rodil Lombardía, Arturo Maneiro, Anxo Quintanilla, Suso Iglesias y Rosa Vilas.
En marzo de 2025, se convirtió en la primera televisión autonómica en España en emitir en ultra alta definición (UHD) o 4K.

## Instalaciones
Desde los estudios centrales que la CRTVG posee en San Marcos, a las afueras de Santiago de Compostela, emiten una programación totalmente en gallego, exceptuando ciertos anuncios que se mantienen en castellano así como los informativos destinados a su emisión en el canal Galicia TV América.
Actualmente, cuenta con delegaciones desde las que se emiten dos informativos diarios en desconexión provincial o comarcal en La Coruña, Lugo, Orense, Santiago y Vigo. Además de éstas, tiene corresponsalías en Madrid, Bruselas y Oporto y hasta 2010 contaba también con delegaciones en Burela, Ferrol y Pontevedra.
La grabación de muchos de los espacios de la cadena es encargada a productoras entre las que cabe destacar Productora Faro (Vigo), CTV (Santiago) o Voz Audiovisual (La Coruña).

## Imagen corporativa

Imagen del logotipo de TVG de 1997 a 2006.

Desde sus inicios la Televisión de Galicia contó con un logotipo en que modelaba las letras de su acrónimo TVG inspirándose en un mar sobrevolado por una gaviota. Dicho logotipo fue sufriendo varias modificaciones a lo largo de los años, siempre manteniendo esa V estilizada que recordaba a una gaviota, hasta que en septiembre de 2006, y dentro del proceso de cambio de imagen acometido por la CRTVG, se introdujo el nuevo logotipo, una G minimalista con la que la casa decía buscar que los gallegos olvidasen la antigua TVG para dar paso a la nueva A Galega.                                                                                                                                                                                                                                                                                                 

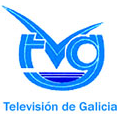
1985 - 1994
1994 - 1997
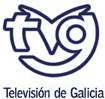
1997 - 2006
Desde 2006

## Audiencia
Sus grandes éxitos en materia de ficción son: Pratos combinados (1995-2006), Mareas Vivas (1998-2002, emitida en Telemadrid durante un breve periodo de tiempo doblada al castellano), Libro de familia (2005-2013), Padre Casares (estrenada en 2007), Serramoura (2014-2020), Luar (programa que se emite todos los viernes, estrenado en 1992) y Land Rober (2009-2011; 2015-actualidad, programa de humor presentado por Roberto Vilar). 
Una de sus series de ficción, Matalobos, ha sido galardonada con el premio Circom a la mejor serie, otorgado por las televisiones regionales de toda Europa.
Aparte, los Servicios Informativos de la Televisión de Galicia suelen ser líderes de audiencia en todas sus franjas.

## Cobertura
La Televisión de Galicia alcanza toda la geografía de Galicia, además de cubrir una franja de territorio de varios kilómetros alrededor de la frontera con Portugal, Zamora, León y Asturias en sus emisiones en digital (TDT).
En analógico, la TVG alcanzaba una cobertura mayor, cubriendo el Norte de Portugal, toda la parte occidental de Asturias hasta Luanco, el Bierzo y el oeste de Zamora, hecho que también se reflejó en la previsión meteorológica, que durante una temporada se amplió también a toda la Región de León.
Además, sus dos canales internacionales, "Galicia Televisión Europa" y "Galicia Televisión América", llegan respectivamente a toda la Unión Europea y el continente americano gracias al satélite español Hispasat.
Galicia TV Europa se puede ver en toda España a través de Movistar+ en el dial 151 desde el 18 de noviembre de 2014 junto a otros canales autonómicos de España.
También creó el 1 de febrero de 2009 el segundo canal autonómico de Galicia, TVG2.
Desde el 27 de marzo de 2019 emite también en alta definición.
Desde el 26 de marzo de 2025 a iniciado por sorpresa y sin previo aviso sus emisiones en Ultra Alta Definición UHD, en el multiplex autonómico de Galicia, bajo el actual estándar de transmisión DVB-T y codificación de video eficiente HEVC. Si bien se trata por el momento de la señal principal de TVG, re escalada a Ultra Alta Definición UHD. A la espera de que en los próximos años, TVG incremente su producción nativa de contenidos en Ultra Alta Definición UHD. Así como se proceda a emitir dicho multiplex autonómico en DVB-T2 y codificación de video eficiente HEVC H.265. 